# جونز
جونز (1795 بإنجلترا في المملكة المتحدة - ) (بالإنجليزية: Jones)‏ هو لاعب كريكت بريطاني. لعب مع Godalming Cricket Club ‏.